# سو هاولاند
سو هاولاند (بالإنجليزية: Sue Howland) هي رامية الرمح ‏ أسترالية، ولدت في 4 سبتمبر 1960.

## وصلات خارجية
- سو هاولاند على موقع الاتحاد الدولي لألعاب القوى (الإنجليزية)
- سو هاولاند على موقع النتائج التاريخية لألعاب القوى الأسترالية (الإنجليزية)
- سو هاولاند على موقع اتحاد ألعاب الكومنولث (مؤرشف) (الإنجليزية)